# کلیسای سنت پیتر و سنت پل (سینیچیا گورا)
کلیسای سنت پیتر و سنت پل (انگلیسی: Sts. Peter and Paul Church, Novgorod) در ولیکی نووگورود یکی از قدیمی‌ترین کلیساهای روسیه است که تاریخ ساخت آن به سال ۱۱۹۲ میلادی بازمی‌گردد. این کلیسا در گورستان سنت پیتر واقع شده و در کنار ساحل چپ رودخانه رود وولخوف، خارج از محدوده شهر قدیم قرار دارد.
کلیسای سنت پیتر و سنت پل در سینیتچیا گورا به عنوان بخشی از شیء ۶۰۴ در فهرست میراث جهانی بناهای تاریخی نووگورود و پیرامون آن قرار دارد. این بنا به عنوان یک اثر معماری با اهمیت فدرال (#53100380۰۰) ثبت شده است.

## تاریخچه
این کلیسا به‌طور جمعی توسط ساکنان خیابان لوکینا ساخته شده و بخشی از صومعه سنت پیتر و سنت پل بوده است. صومعه در سال ۱۶۱۱ میلادی توسط سوئدی‌ها در دوران زمانه دشواری‌ها غارت شد و دیگر به حالت اولیه خود بازنگشت و در نهایت در سال ۱۷۶۴ منحل شد. پس از انحلال صومعه، کلیسا به یک کلیسای گورستانی تبدیل گردید و تنها بنای باقی‌مانده از صومعه بود. این کلیسا در سال ۱۹۲۵ تعطیل شد و به تدریج دچار خرابی شد. شرایط جوی منطقه در تخریب کلیسا نقش بزرگی داشت. نووگورود اغلب با بارش سنگین برف مواجه است و وزن برف به ساختار شکننده اجزای سازنده اولیه آسیب می‌زند. آسیب‌های عمده ساختاری در سال‌های ۱۹۶۱ تا ۱۹۶۳ ترمیم شد، اگرچه در حال حاضر کلیسا در حال بازسازی است.
در خصوص روند بازسازی کلیسا، جنجال‌های زیادی وجود داشته است. بازسازی‌های قابل توجهی پس از آنهایی که در دهه ۱۹۶۰ میلادی انجام شده، صورت نگرفته و کلیسا در معرض خطر سیلاب‌های مکرر و آسیب‌های ناشی از آب قرار دارد. این شرایط دشوار فشار زیادی به ساختار شکننده وارد کرده است. برای حفظ آن، برخی لایه‌های داربست چوبی به کلیسا اضافه شده‌اند تا به آن استحکام بیشتری ببخشند.
اعضای جامعه محلی مسئولیت مراقبت و بازسازی کلیسا را بر عهده گرفته‌اند و تلاش زیادی برای حفظ این اثر تاریخی انجام می‌دهند. بسیاری از درخواست‌ها برای تأمین بودجه جهت حفظ ساختار کلیسا صورت گرفته است، اما بیشتر آن‌ها تا به امروز رد شده‌اند.

## معماری
این کلیسای کوچک سنگی به شکل مکعب ساخته شده و یک گنبد دارد. این نوع کلیسا در پایان قرن ۱۲ میلادی در نووگورود توسعه یافت و چندین کلیسا از این نوع در نووگورود و استارایا لادوگا وجود دارد. ساختار اصلی دارای یک برج ناقوس بود که در سال ۱۹۳۴ برداشته شد. در این زمان، طبقه اصلی کلیسا به دو سطح تقسیم شد. کلیسا با الگوهای تزئینی در نمای خارجی آراسته شده است. نماهای جنوبی و غربی بیشترین تزئینات را دارند. موتیف‌های زینتی شامل گل‌های رز و طاق‌های ابرو مانند به سطوح دیوارها تضاد متنی می‌دهند. این دیوارها از سنگ مرجانی خشن ساخته شده‌اند که در ابتدا بدون گچ بوده است. آجر نیز برای نوارهای pilaster به کار رفته است. سقف از تخته‌های چوبی ساخته شده است. این تزئینات و شکل ساختار خود ویژگی‌های کلاسیک معماری نووگورودی را در اوج احیای آن در اواخر قرن چهاردهم نشان می‌دهند.